# Osladić
Osladić (em cirílico: Осладић) é uma vila da Sérvia localizada no município de Valjevo, pertencente ao distrito de Kolubara. A sua população era de 445 habitantes segundo o censo de 2011.

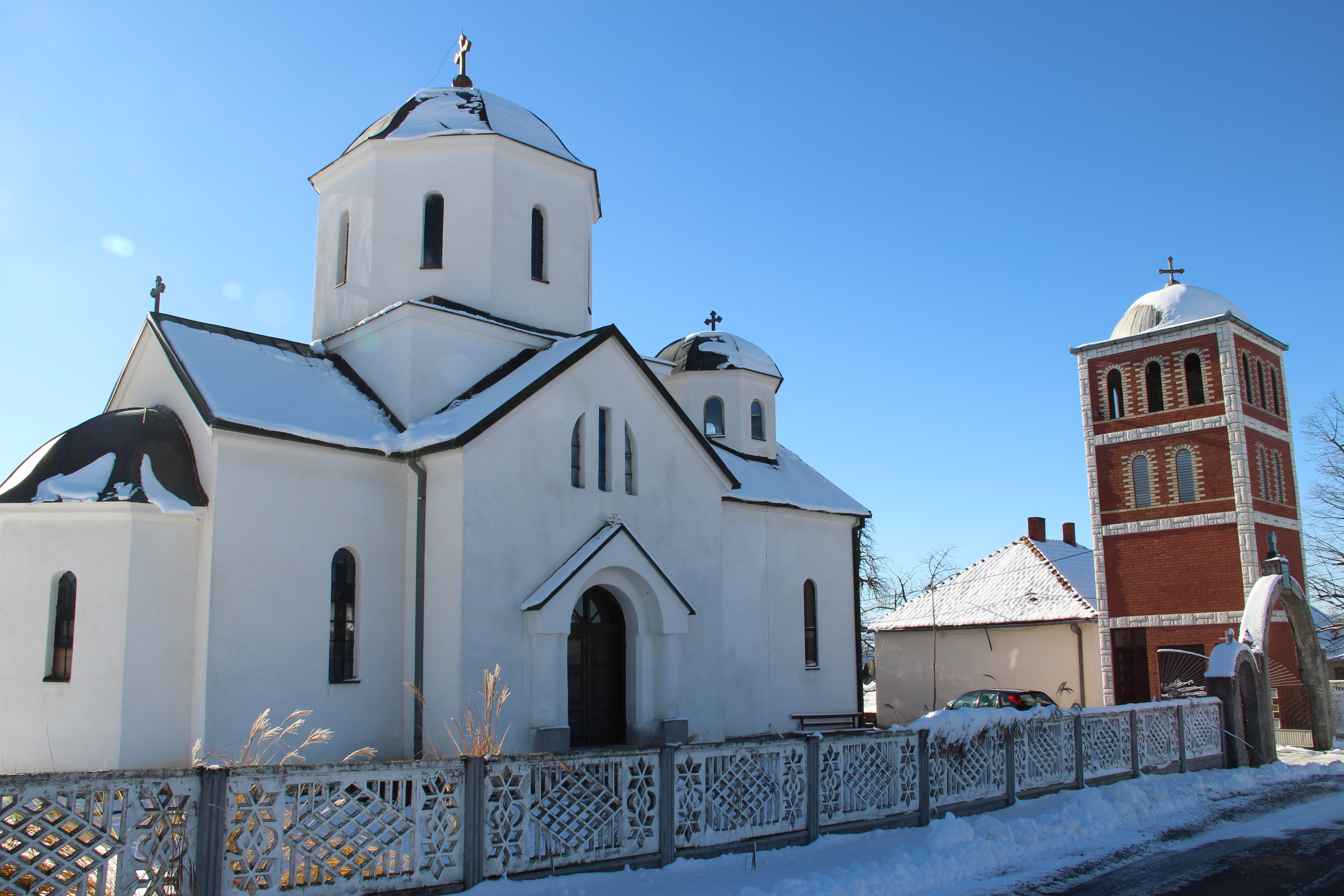
Osladić - church
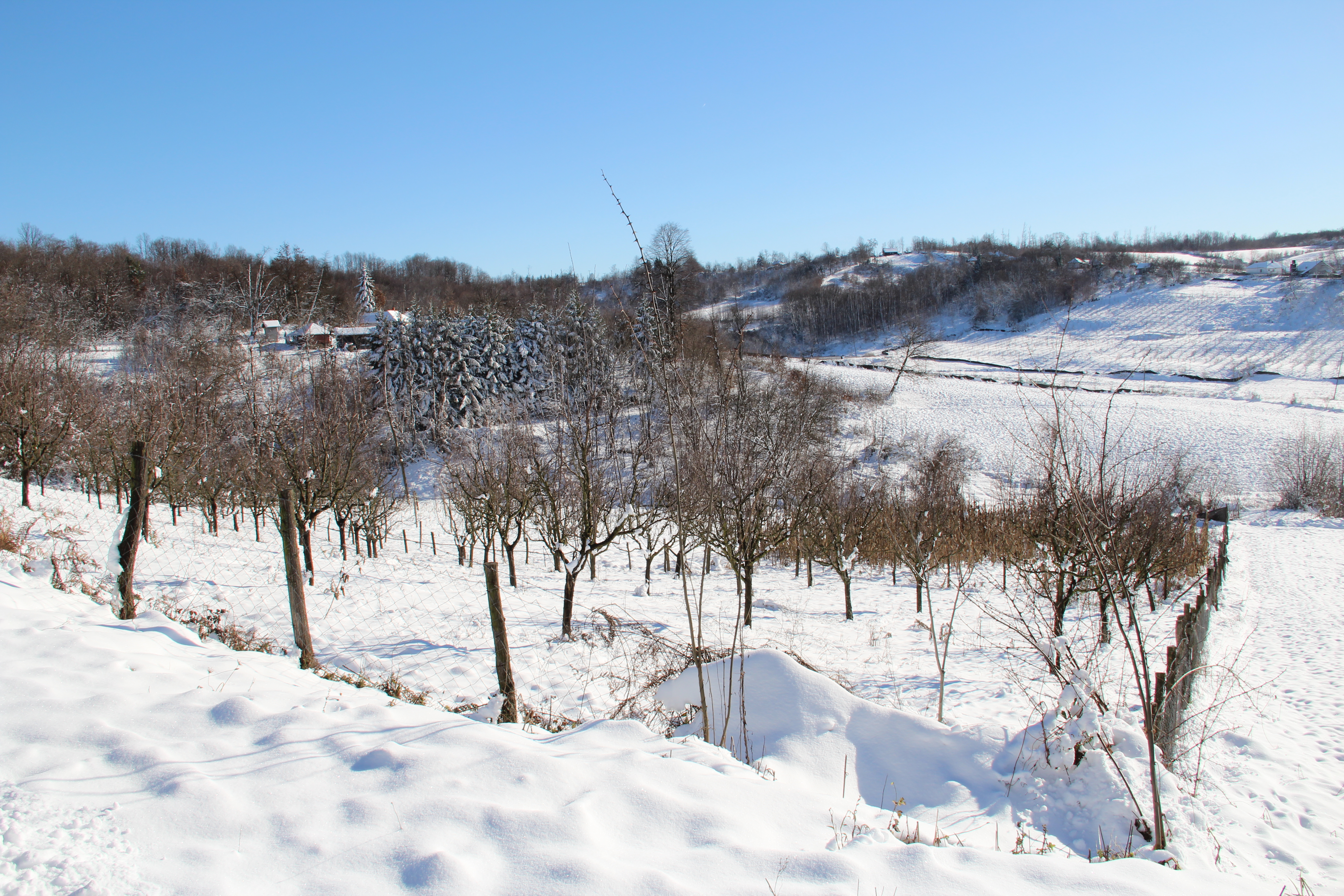
Osladić - panorama
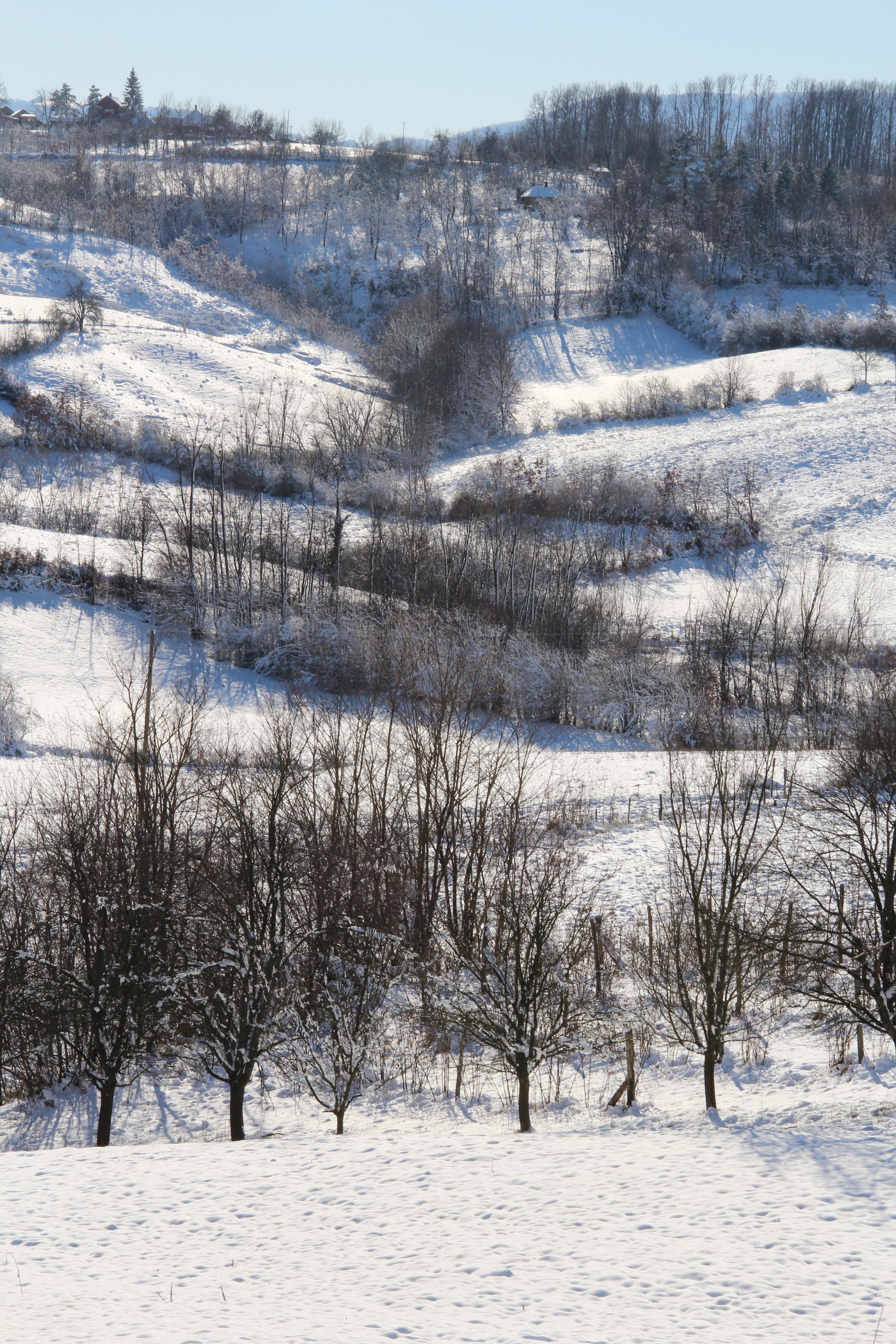
Osladić - panorama
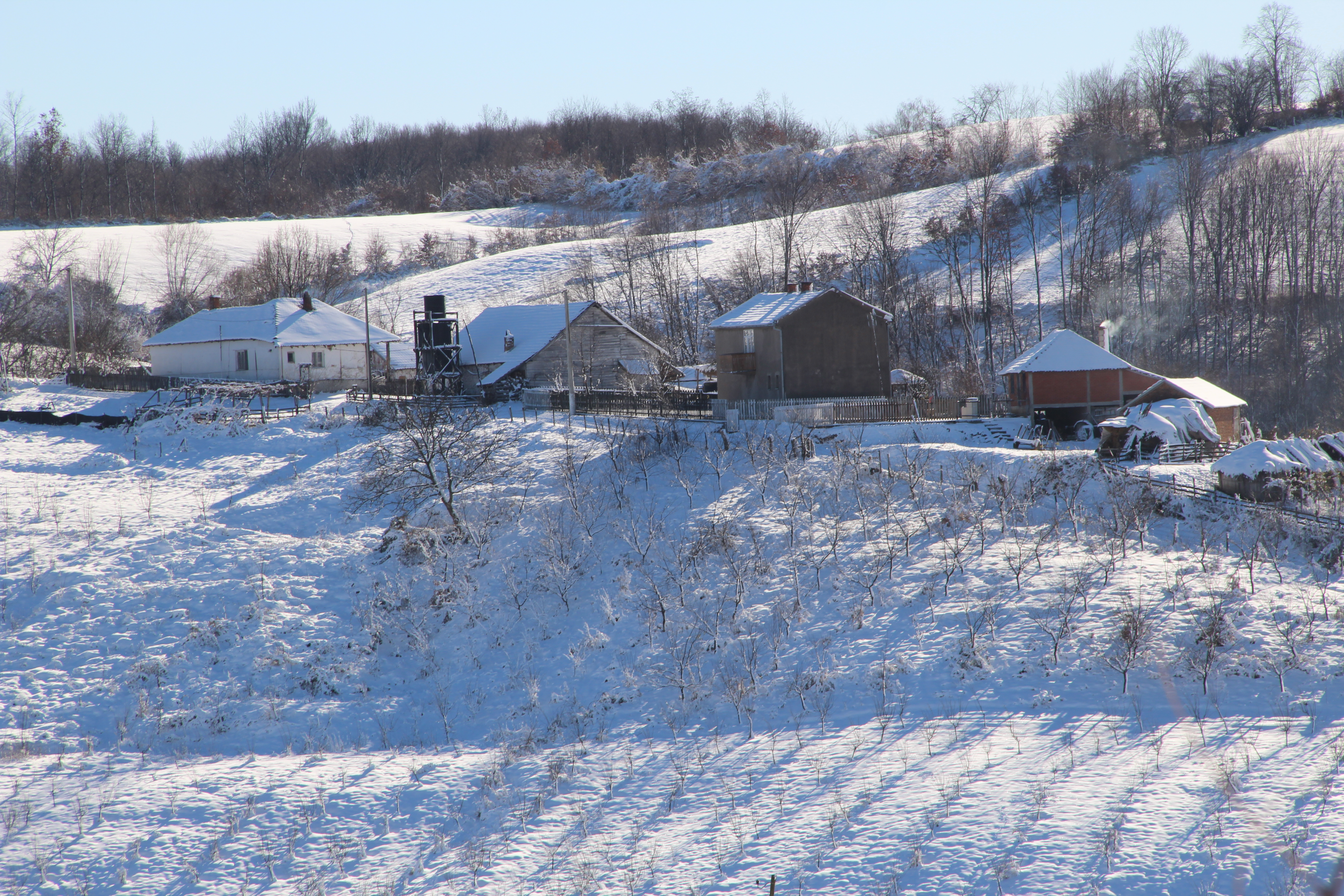
Osladić - panorama
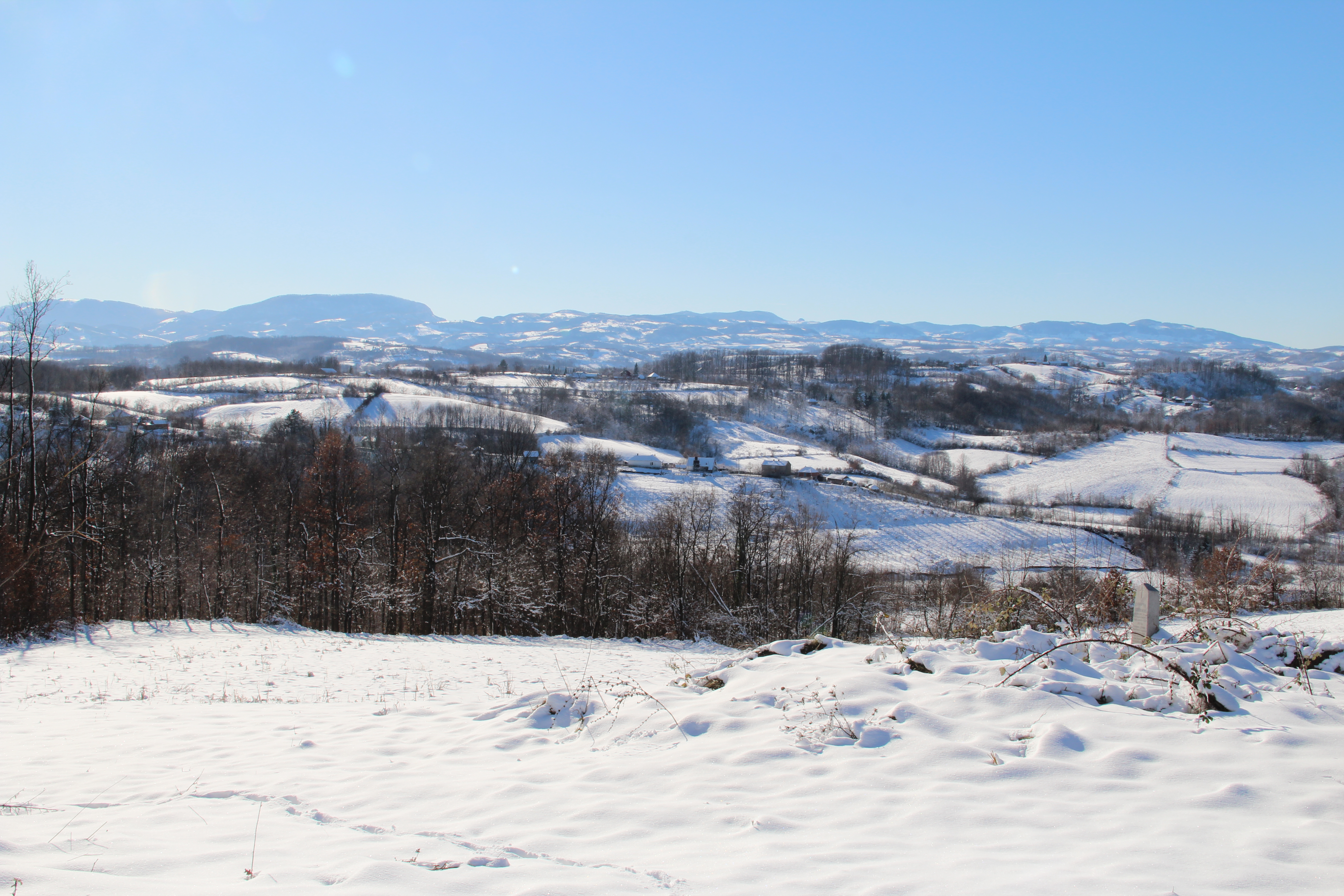
Osladić - panorama
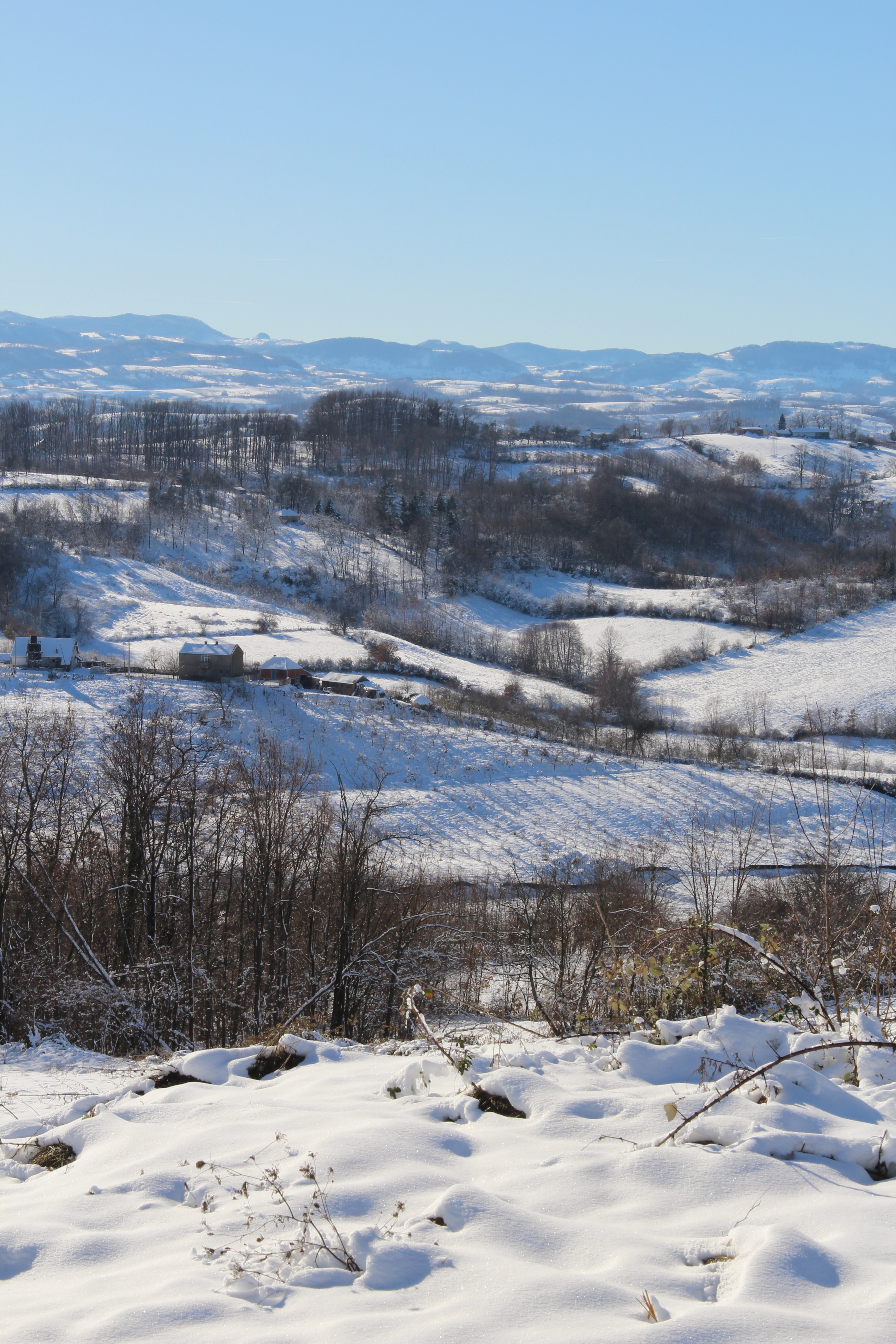
Osladić - panorama
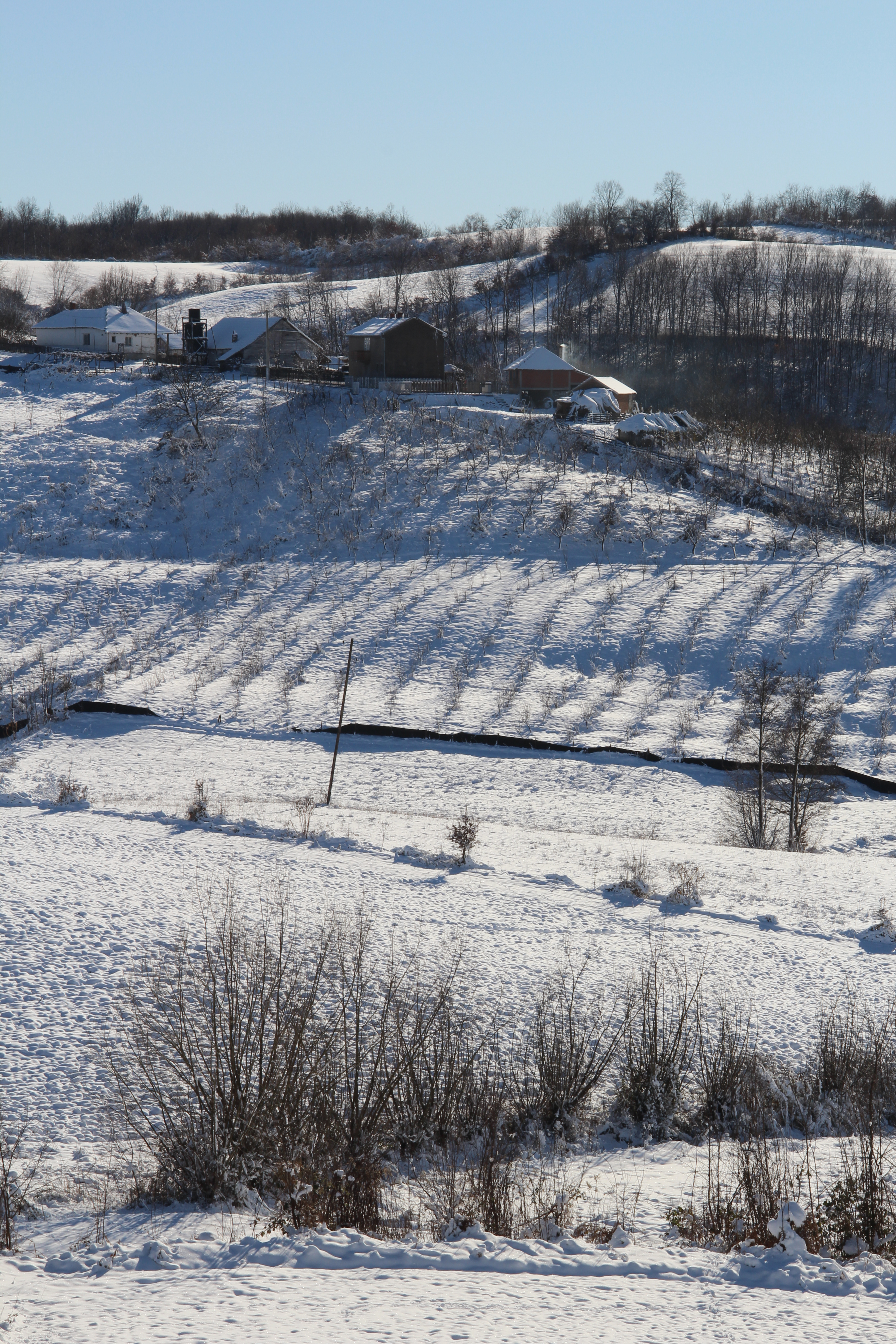
Osladić - panorama
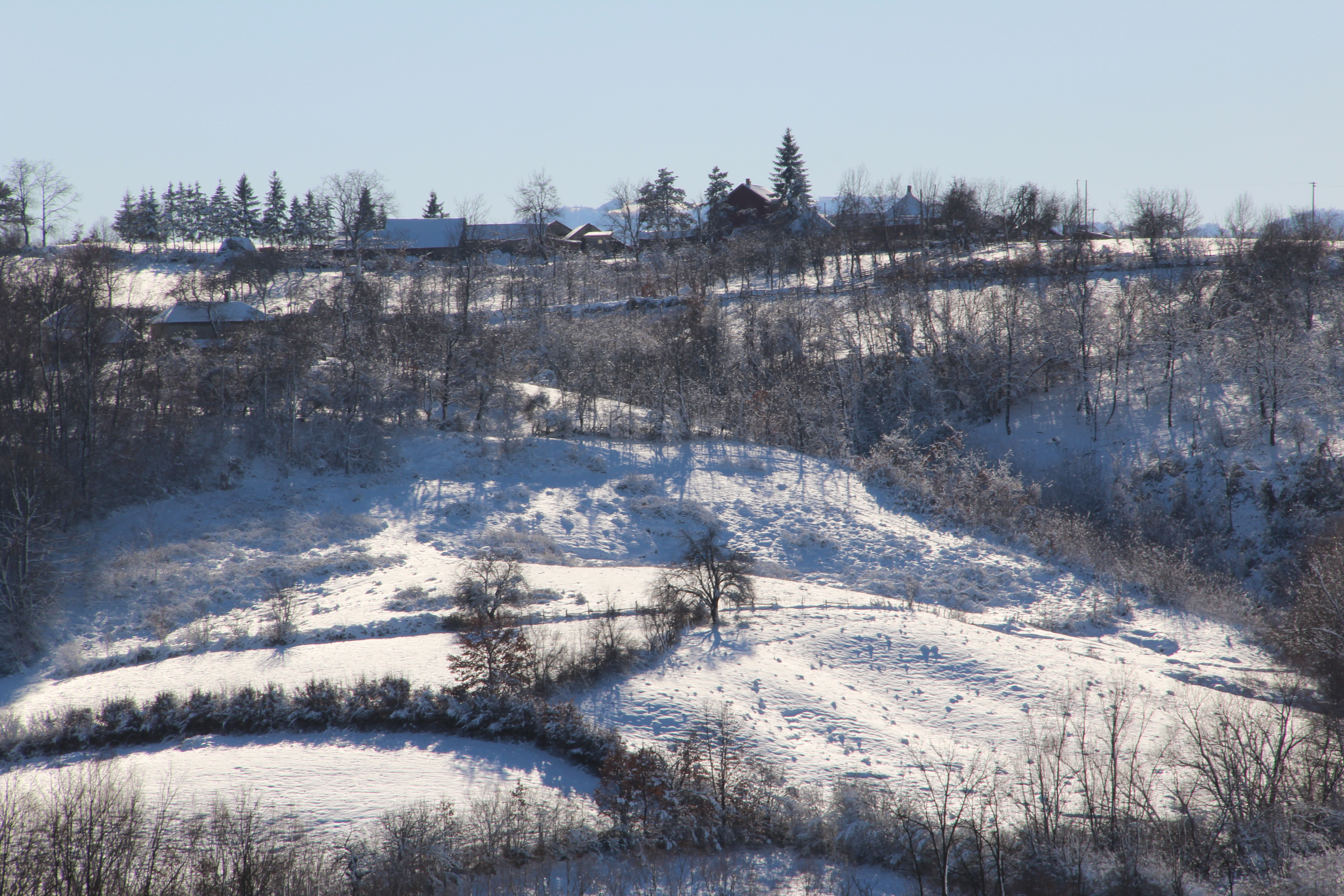
Osladić - panorama

## Demografia
| 1948  | 1953  | 1961  | 1971  | 1981 | 1991 | 2002 | 2011 |
| ----- | ----- | ----- | ----- | ---- | ---- | ---- | ---- |
| 1 401 | 1 425 | 1 272 | 1 091 | 922  | 727  | 592  | 445  |